# Xiaomi Mi 3
Pour les articles homonymes, voir Mi-3.
Xiaomi Mi 3, portant le nom en chinois : xiǎomǐ shǒujī Sān (chinois simplifié : 小米手机3, littéralement : téléphone mobile Xiaomi 3) est un smartphone de la marque chinoise Xiaomi Tech. il a été présenté en septembre 2013 et sera vendu pour 1999 RMB (environ 250 € pour la version 16 Go et un prix de 2499 RMB (environ 300 €) en octobre 2013 en Chine, équipé d'un écran de 1 920 × 1 080 pixels de 5" et d'un processeur haut de gamme de NVIDIA ou Qualcomm.
Deux modèles ont été sortis avec deux processeurs différents : le premier sorti embarque un SoC NVIDIA Tegra 4, gravé en 28 nm, il comporte 4 cœurs de CPU de type Cortex A15 cadencés jusqu'à 1,9 GHz. Puis, dans un deuxième temps, fin décembre 2013, Xiaomi sort comme prévu la deuxième version du Mi3 avec un processeur Qualcomm Snapdragon 800 8274AB Quad Core Krait 400 cadencé à 2,3 GHz.
Le  31 mars 2015, la firme publie le code source du noyau du Mi 3 publiquement.

## Ventes
En février 2014, le Xiaomi Mi3 est entré dans le classement des smartphones se vendant le plus, selon Counterpoint. Il était en 10e position en février 2014 et est monté en 7e position en mai 2014,,